# Alien Arsenal – Welt in Gefahr
Alien Arsenal – Welt in Gefahr ist ein US-amerikanischer Science-Fiction-Film aus dem Jahr 1999. Der Fernsehfilm wurde von Regisseur David DeCoteau inszeniert.

## Handlung
In der Mount Limbagh High School werden Ralph und seine beste Freundin Baxter andauernd gehänselt und drangsaliert. Vor allem Flash und Monty haben es auf die beiden Teenager abgesehen. Zudem ist Ralph heimlich in Flashs Freundin Felicia verliebt, die für ihn jedoch unerreichbar scheint.
Eines Tages entdecken Ralph und Baxter im Schulgebäude einen merkwürdigen Raum hinter einer Wand. Darin befinden sich sonderbare Kampfanzüge, verschiedene unbekannte Waffen und eine Kristallkugel. Sie beschließen, die Sachen am nächsten Tag nach Schulschluss mitzunehmen. Derweil bemerken drei Außerirdische in ihrem Raumschiff, dass ihr Arsenal entdeckt wurde. Sie nehmen Menschengestalt an und nehmen als die Schüler Phil, Jill und Bill am Unterricht teil, um ihr Eigentum zurückzuholen. Als Ralph und Baxter die Waffen auf einem alten Fabrikgelände ausprobieren, kommen sie aus dem Staunen nicht mehr heraus. Eine Waffe lässt Dinge einfach verschwinden, die andere richtet verheerende Schäden an. Nachdem sie spezielle Handschuhe anziehen, befinden sie sich plötzlich in einem außergewöhnlichen Kampfanzug. Sie wittern ihre Chance, es ihren Peinigern endlich heimzuzahlen. Nachdem die drei Aliens auftauchen, müssen beide unter Beschuss flüchten.
Ralph und Baxter nehmen sich in ihren Anzügen Flash vor und befehlen ihm, ein Streber zu werden und keine Mitmenschen mehr zu bedrängen. Völlig verwirrt stimmt dieser zu. Ralph bemerkt wenig später, dass Felicia von Lance belästigt wird, und kommt ihr zu Hilfe. Er lässt Lance verschwinden. Die Aliens engagieren Monty, um die beiden zu beschatten. Sie wollen die Übergabe ihres Eigentums bis um 22 Uhr erreichen. Monty verfolgt nun Ralph und Baxter und kann beide überwältigen. Er bringt die Kristallkugel zu den drei Außerirdischen, die mittels der Kugel die Menschheit vernichten wollen. Flash und Felicia hat er ebenso als Geiseln mitgebracht. Doch Ralph kann durch einen Schuss auf die Kristallkugel alle drei Aliens sowie Monty verschwinden lassen. Überglücklich küsst Felicia daraufhin Ralph.

## Kritik
„Teenie-Unterhaltung in den marktüblichen Klamauksphären. Die Produktionsfirma Full Moon stellt einmal mehr ihre ‚Kinderfreundlichkeit‘ unter Beweis – ob dies pädagogischen oder filmischen Nutzen zeitigt, sei dahin gestellt.“

„Im Auftrage der Independent-Genreschmiede Full Moon und im Schatten sowohl einer Teenie- als auch einer Superheldenwelle kehrt Corman-Entdeckung und Trashfilm-Imperator Direktor David DeCoteau zurück zur Schule und verleiht jenem alten Verlierertraum Gestalt, bei dem der Wurm mit Wunderkraft zurück schlägt. Gut gelaunte Darsteller und einige nette Ideen im obligaten Szenario zwischen Abrissgrundstück und Heizungskeller (die Außerirdischen sehen alle aus wie Billy Idol). Ergänzung der SF-Trashnische.“